# Pintura flamenca del Museo del Prado

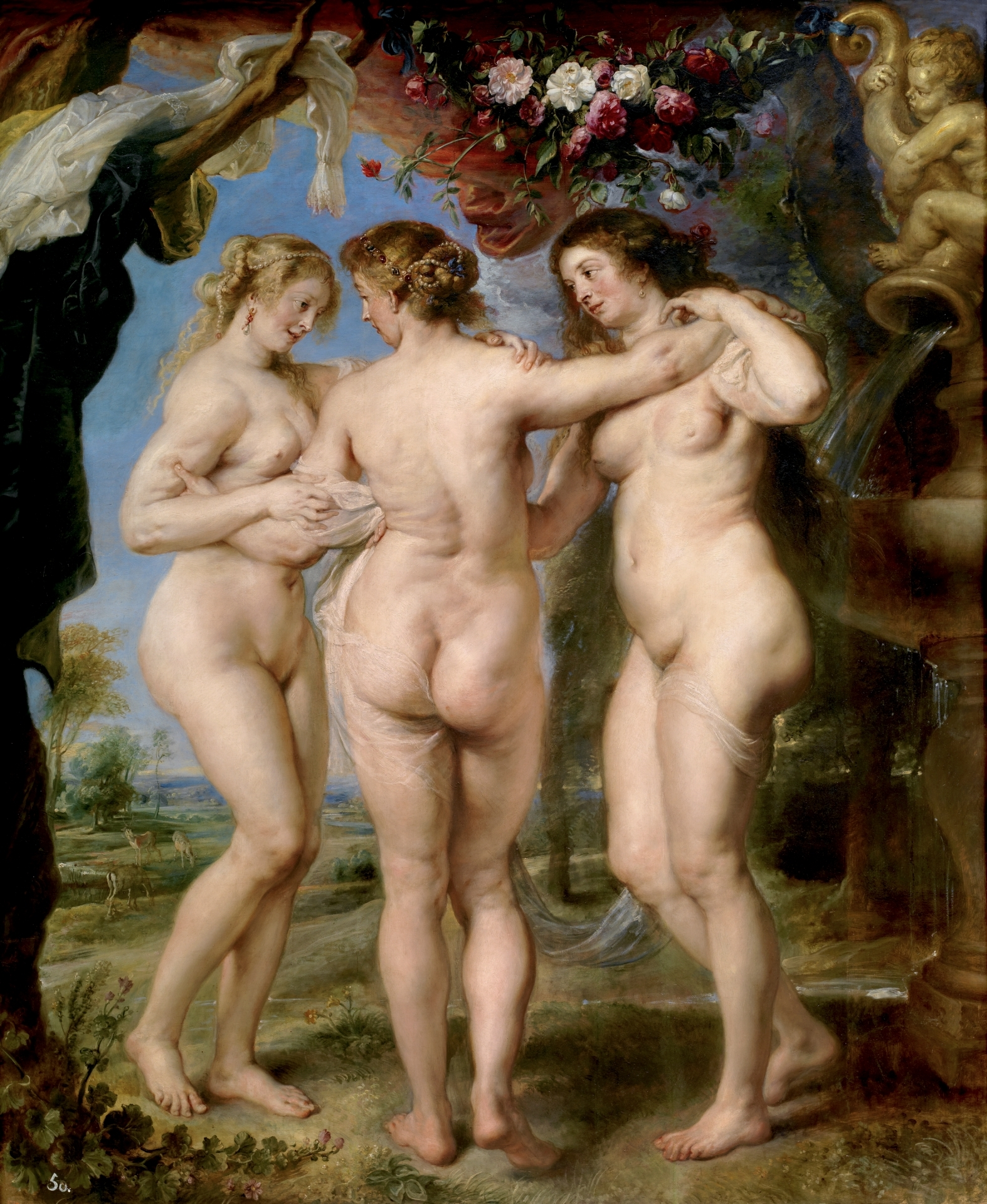
Las tres Gracias, una de las numerosas obras maestras de Rubens que posee el Prado.

La sección de pintura flamenca del Museo del Prado es la tercera de la entidad, tanto por cantidad (más de mil obras), como por calidad, solo por detrás de la española y casi al nivel de la italiana. Al igual que en el caso de las otras dos, gran parte de sus fondos proviene de la Colección Real.

## Historia

### SigloXV

El descendimiento, de Rogier van der Weyden (depósito de Patrimonio Nacional).

La nutrida y brillante presencia en España de obras de los pintores neerlandeses tempranos, los mal llamados primitivos flamencos, hunde sus raíces en los fuertes vínculos comerciales existentes en la época entre la Corona de Castilla y Flandes, a los que se unieron desde finales de la centuria los políticos tras el matrimonio de dos de los hijos de los Reyes Católicos con dos de los del emperador Maximiliano I de Habsburgo.
Felipe II fue un gran admirador de El Bosco, raíz de que en la actualidad el Prado guarde la mejor colección que existe de sus pinturas. Sobresalen los trípticos de El carro de heno y la Adoración de los Magos, a los que se suma desde 1939 el de El jardín de las delicias, depositado por Patrimonio Nacional. Otros autores destacados de la colección son Rogier van der Weyden (Madonna Durán junto con el El descendimiento de la cruz, este último también depósito de Patrimonio Nacional), Dirk Bouts (Tríptico con escenas de la vida de la Virgen), Petrus Christus (La Virgen y el Niño en un pórtico coronada por un ángel) y Hans Memling (Tríptico de la Adoración de los Magos). Además hay una importante presencia de maestros anónimos, entre los que sobresale el llamado Maestro de Flémalle y su círculo, de cuya producción destacan las puertas laterales de un tríptico con Enrique de Werl y san Juan Bautista y Santa Bárbara. Es imprescindible señalar también La Fuente de la Gracia, realizada en el entorno de Jan van Eyck, una de las más importantes tablas neerlandesas antiguas de la colección del museo, así como otra tabla anónima, Calvario con santos y donantes, del círculo de Hugo van der Goes.

### SigloXVI

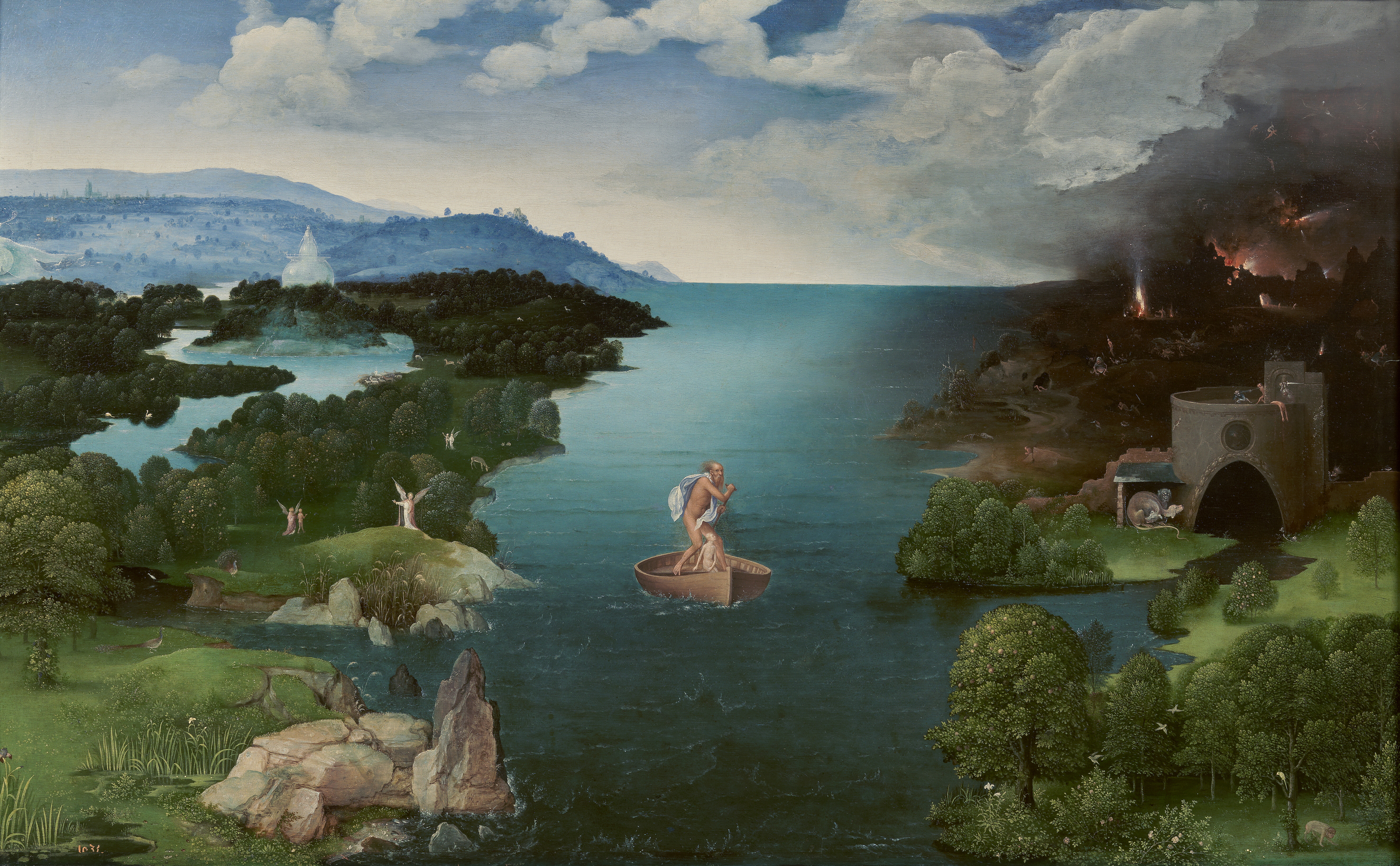
El paso de la laguna Estigia, tabla de Joachim Patinir.

Entre los pintores de este siglo figuran Joachim Patinir, Michiel Coxcie, Bernard van Orley, Jan Cornelisz Vermeyen, Jan Gossaert (Mabuse), Ambrosius Benson, Jan van Scorel, Anthonis Mor van Dashorst (Antonio Moro), Pieter Brueghel el Viejo (El triunfo de la Muerte y El vino de la fiesta de san Martín), Quentin Massys, Pieter Coecke van Aelst, Pieter Aertsen, Joos van Cleve, Joachim Beuckelaer, Adriaen Thomasz. Key, Pieter Pourbus el Viejo y Maerten de Vos. 
También hay dos obras, ingresadas en 2015 con la donación Arango, de Pieter Kempeneer, autor que residió entre 1537 y 1562 en España (Sevilla), donde es conocido generalmente como Pedro de Campaña. A ellas se suman unas puertas de un sagrario con los Ángeles músicos, P02686, pintura hasta 2017 catalogada como anónimo manierista español, probablemente andaluz, del tercer cuarto del siglo XVI, y un Autorretrato, adquirido en 2018 con fondos del legado Carmen Sánchez.

### SigloXVII

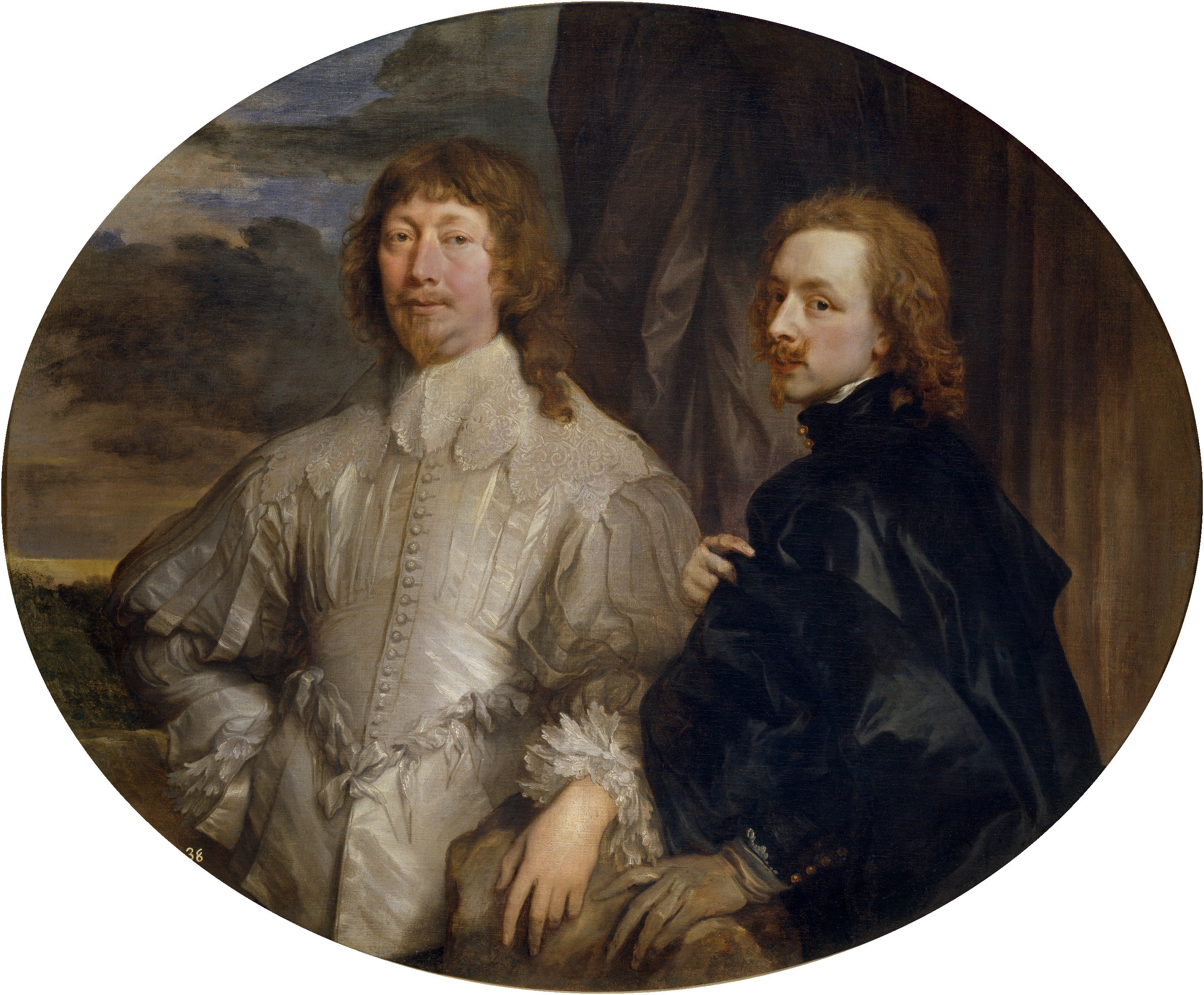
Autorretrato con sir Endymion Porter, obra de Anton van Dyck, 1635.

La colección del barroco flamenco supera las seiscientas obras. El más destacado pintor flamenco del barroco, Rubens, visitó España en dos ocasiones, en 1603, durante el reinado de Felipe III, y entre 1628 y 1629, su mayor estancia, en la que fue recibido por Felipe IV y coincidió en la Corte con Velázquez, sobre quien ejerció gran influencia. De él posee el Museo la más importante colección que existe, con unas noventa pinturas (la cifra concreta varía según las fuentes puesto que la autoría de algunas de las obras está en discusión). Felipe IV le encargó decenas de cuadros para decorar sus palacios y además fue el principal comprador en la almoneda realizada a su muerte con las obras que poseía en su estudio. El hecho de que muchas de las pinturas del Prado fueran un encargo directo de quien era el rey de uno de los países más poderosos de Europa en aquella época (además de su propio soberano) ha redundado por otra parte en que la ejecución de las mismas sea de una gran calidad media, contándose un buen número de ellas entre sus obras maestras. Gran cantidad de estas pinturas destacan por su sensualidad, como Las tres Gracias. 
Otros señalados pintores flamencos contemporáneos de Rubens con importante presencia en las colecciones del Prado son Anton Van Dyck (El prendimiento de Cristo, La coronación de espinas y Sir Endymion Porter y Anton van Dyck, entre otros), Jacob Jordaens y Jan Brueghel de Velours. Los arropa un generoso muestrario de bodegones, paisajes, escenas de caza y demás temas de género de autores como Clara Peeters, Paul de Vos, Frans Snyders y Jan Fyt, así como un conjunto (acaso el mayor del mundo) de David Teniers el Joven.
En cambio, la representación de los caravaggistas flamencos es muy corta, apenas dos obras de Theodoor Rombouts (El charlatán sacamuelas y Jugadores de naipes), y
sendas de Louis Finson, o Ludovicus Finsonius (La Anunciación), Nicolas Régnier (Judit con la cabeza de Holofernes), Gerard Seghers (Jesús en casa de Marta y María) y Adam de Coster (Judit con la cabeza de Holofernes).

## Pintores representados (lista no completa)
Los años de adquisición anteriores a 1819 hacen referencia al ingreso en la Colección Real.
| Nombre                                    | Año de nacimiento | Año de defunción  | Número de obras | Años de adquisición   | Observaciones | Referencias        |
| ----------------------------------------- | ----------------- | ----------------- | --------------- | --------------------- | --- | ------------------ |
| Aertsen, Pieter                           | 1508              | 1575              | 1               | 1981                  | | [ 8 ]              |
| Beert, Osias                              | 1580 (c.)         | 1624 (después de) | 1               |                       | Según Díaz Padrón es un fragmento de una obra que fue recortada, a la que también correspondería otro conservado en el Palacio Real de Madrid                                                        | [ 9 ]              |
| Benson, Ambrosius                         | 1518 (fl.)        | 1550              | 7               |                       | | [ 10 ]             |
| Beuckelaer, Joachim                       | 1530 (c.)         | 1575 (c.)         | 2               | 1984 y 1985           | | [ 11 ]             |
| Bosman, Andries                           | 1621              | 1681              | 1               |                       | | [ 12 ]             |
| Bouts, Dirk                               | 1420 (c.)         | 1475              | 1               |                       | Antiguamente atribuida a Petrus Christus | [ 13 ]             |
| Bril, Paul                                | 1554 (c.)         | 1626              | 2               |                       | Una retocada posteriormente por Rubens | [ 14 ] [ 15 ]      |
| Bruegel el Viejo, Pieter                  | 1525 / 1530       | 1569              | 2               | 2010 (1)              | | [ 16 ]             |
| Campaña, Pedro de (Pieter de Kempeneer)   | 1503              | 1580 (c.)         | 4               | 1915, 2015 (2) y 2018 | Una, atribuida, estuvo catalogada hasta 2017 como anónimo manierista español, probablemente andaluz, del tercer cuarto del siglo XVI                                                                 | [ 17 ] [ 3 ] [ 4 ] |
| Christus, Petrus                          | 1410 — 1420 (c.)  | 1475 (antes de)   | 1               |                       | | [ 18 ]             |
| Cleve, Joos van                           | 1485 (c.)         | 1540 — 1541       | 2               |                       | Una de atribución dudosa | [ 19 ]             |
| Coecke van Aelst, Pieter                  | 1502              | 1550              | 6               | 1973 (1)              | | [ 20 ]             |
| Coster, Adam de                           | 1586 (c.)         | 1643              | 1               |                       | | [ 21 ]             |
| Dyck, Anton van                           | 1599              | 1641              | 27              |                       | Una atribuida Una en colaboración con Rubens | [ 22 ]             |
| Finson, Louis (Ludovicus Finsonius)       | 1575 (c.)         | 1617              | 1               | 1964                  | | [ 23 ]             |
| Fyt, Jan                                  | 1611              | 1661              | 14              |                       | Tres de ellas atribuidas (una con dudas) | [ 24 ]             |
| Grimmer, Abel                             | 1570 (c.)         | 1618/1619         | 6               | 1889                  | | [ 25 ]             |
| Heem, Cornelis de                         | 1631              | 1695              | 1               |                       | Antes considerada obra de su padre, Jan Davidsz. | [ 26 ] [ 27 ]      |
| Heil, Daniël van                          | 1604              | 1664 (c.)         | 1               |                       | Antiguamente atribuida en algunos catálogos a Pieter Bruegel el Viejo | [ 28 ]             |
| Hemessen, Jan Sanders van                 | 1500 (c.)         | 1556 / 1557 (c.)  | 2               |                       | | [ 29 ]             |
| Jordaens, Jacob                           | 1593              | 1678              | 11              | 1981 (1)              | Una atribuida Tres en colaboración con Rubens | [ 30 ] [ 31 ]      |
| Key, Adriaen Thomasz.                     | 1544 (c.)         | 1589 (después de) | 2               | 1992 y 2018           | | [ 32 ] [ 33 ]      |
| Mabuse (Jan Gossaert)                     | 1478 (c.)         | 1532              | 2               |                       | | [ 34 ]             |
| Maestro de Flémalle                       | 1420 (fl.)        | 1440 ? (fl.)      | 1               |                       | Entre 1985 y 2024 el museo aceptó la identificación del maestro con Robert Campin, hoy en día cuestionada                                                                                            | [ 35 ]             |
| Maestro de Fráncfort (taller del)         | 1490 (c.) (fl.)   | 1515/1520         | 3               | 1836 (2) y 2008       | Antes consideradas obras del maestro Las tres pinturas formaban originalmente un tríptico, recompuesto tras la adquisición en 2008 de la tabla central (las tablas laterales se adquirieron en 1836) | [ 36 ]             |
| Maestro de la Leyenda de santa Lucía      | 1480 (fl.)        | 1501 (fl.)        | 1               | 1985                  | | [ 37 ]             |
| Mehus, Livio                              | 1621              | 1691              | 1               | 2000                  | | [ 38 ]             |
| Memling, Hans                             | 1440 (c.)         | 1494              | 2               |                       | | [ 39 ]             |
| Mirou, Anton                              | 1578              | 1621-1627         | 1               |                       | | [ 40 ]             |
| Moro, Antonio (Anthonis Mor van Dashorst) | 1516 — 1520       | 1575 — 1576       | 15              |                       | | [ 41 ]             |
| Noveliers, David                          | 1610 (fl.)        | 1640 (fl.)        | 1               | 2024                  | | [ 42 ]             |
| Orley, Bernard van                        | 1488 (c.)         | 1541              | 4               |                       | | [ 43 ]             |
| Patinir, Joachim                          | 1480 (c.)         | 1524              | 4               |                       | | [ 44 ]             |
| Peeters, Clara                            | 1594 (c.)         | 1659 (c.)         | 4               |                       | | [ 45 ]             |
| Pourbus el Joven, Frans                   | 1569              | 1622              | 3               |                       | | [ 46 ]             |
| Pourbus, Pieter                           | 1523              | 1584              | 1               | 2000                  | | [ 47 ]             |
| Régnier, Nicolas                          | 1591              | 1667              | 1               |                       | | [ 48 ]             |
| Reymerswaele, Marinus van                 | 1490 — 1495 (c.)  | 1567 (antes de)   | 5               |                       | | [ 49 ]             |
| Rombouts, Theodoor                        | 1597              | 1637              | 2               |                       | | [ 50 ]             |
| Scorel, Jan van                           | 1495              | 1562              | 3               | 1915 (1) y 1935 (1)   | Una atribuida | [ 51 ]             |
| Sellaert, Vincent                         | 1500 (c.)         | 1589 (antes de)   | 1               | 1604                  | | [ 52 ]             |
| Snayers, Peter                            | 1592              | 1667              | 17              |                       | | [ 53 ]             |
| Steenwijck el Joven, Hendrick van         | 1580 (c.)         | 1649              | 3               |                       | Una de atribución dudosa | [ 54 ]             |
| Stevens, Pieter                           | 1567 (c.)         | 1624 (después de) | 2               |                       | | [ 55 ]             |
| Verendael, Nicolaes van                   | 1640              | 1691              | 2               |                       | | [ 56 ]             |
| Weyden, Rogier van der                    | 1399-1400 (c.)    | 1464              | 1               |                       | Otra más en depósito de Patrimonio Nacional | [ 57 ]             |

## Galería

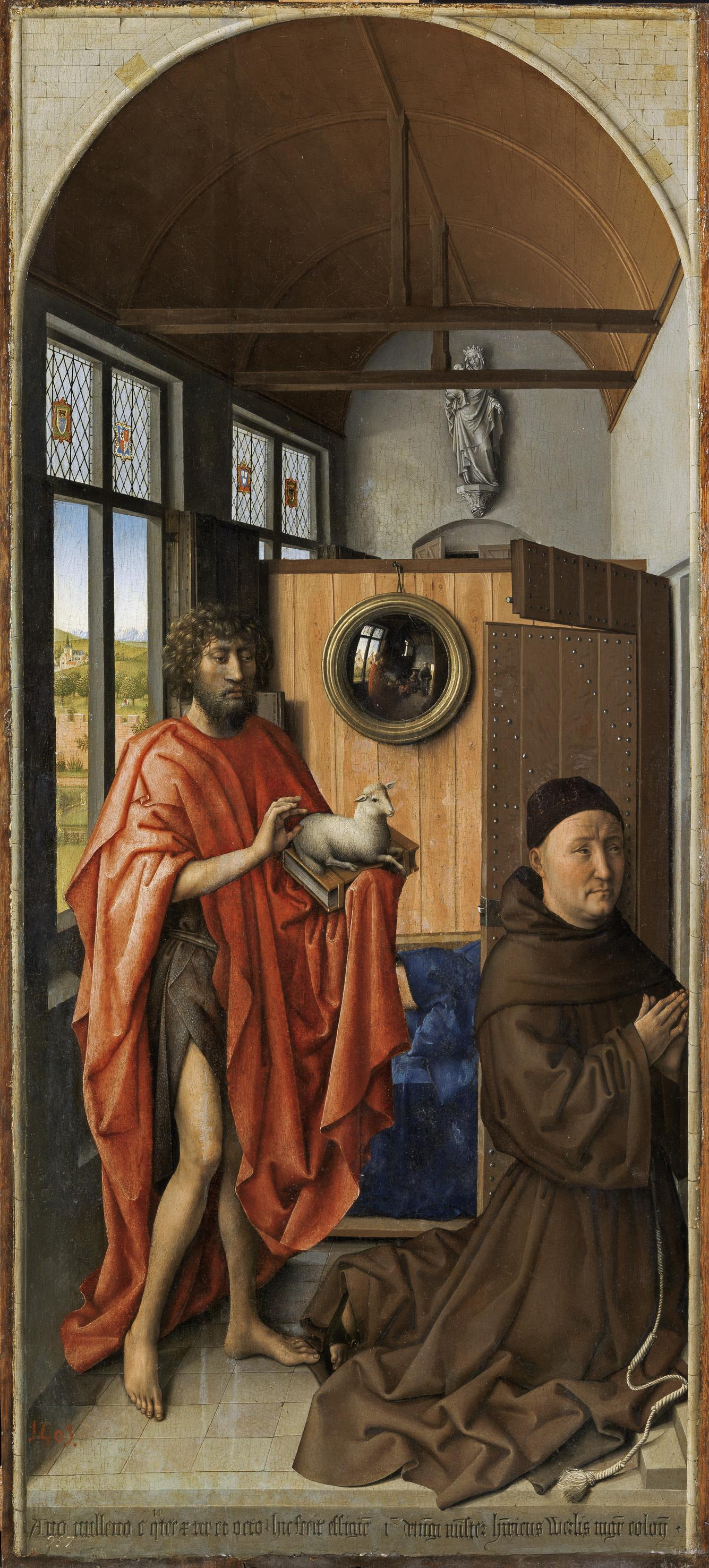
Enrique de Werl con san Juan Bautista, puerta izquierda del Tríptico de Werl, atribuida a un seguidor del Maestro de Flémalle.
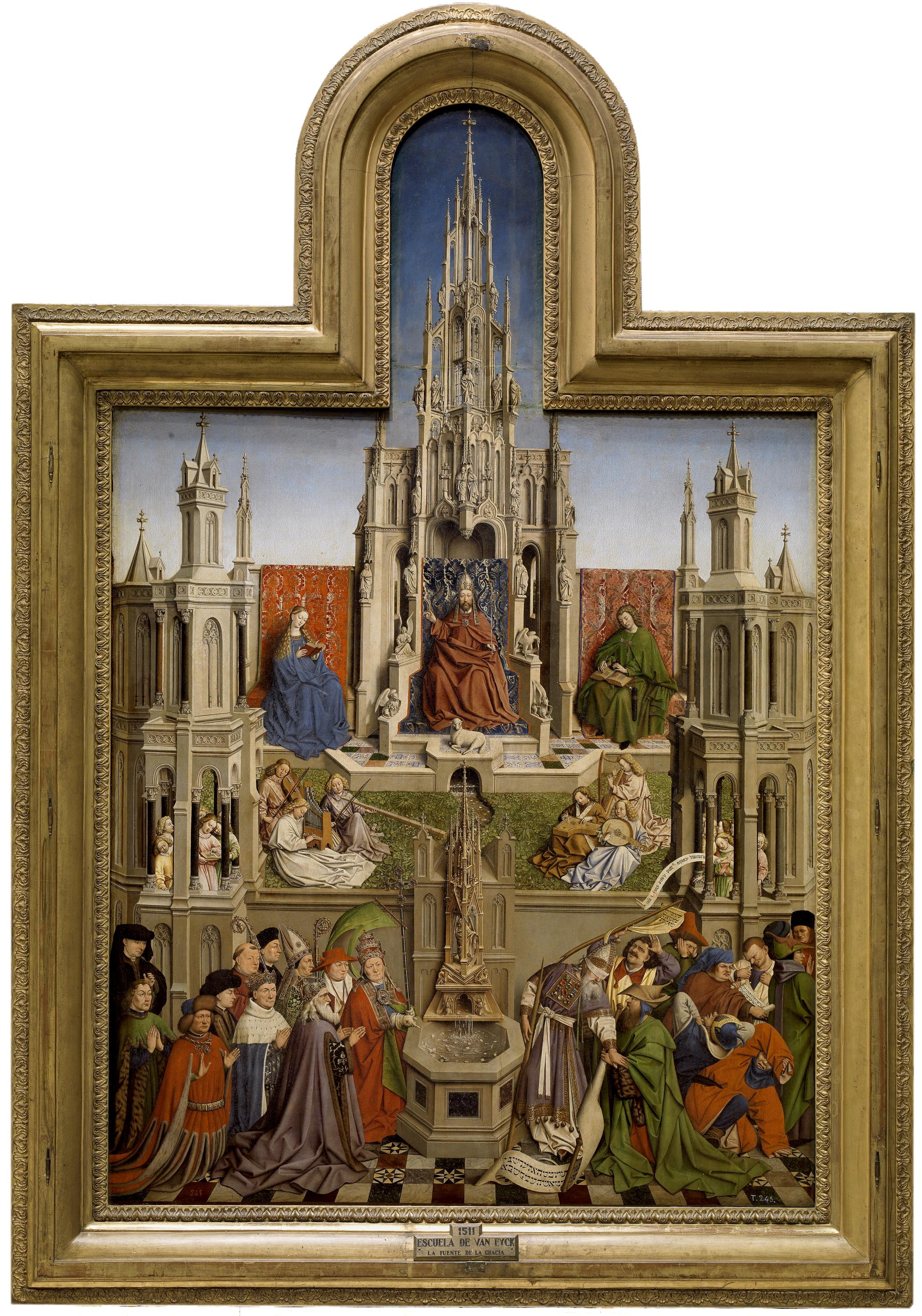
La Fuente de la Gracia, del taller de Jan van Eyck, 1440-1445.
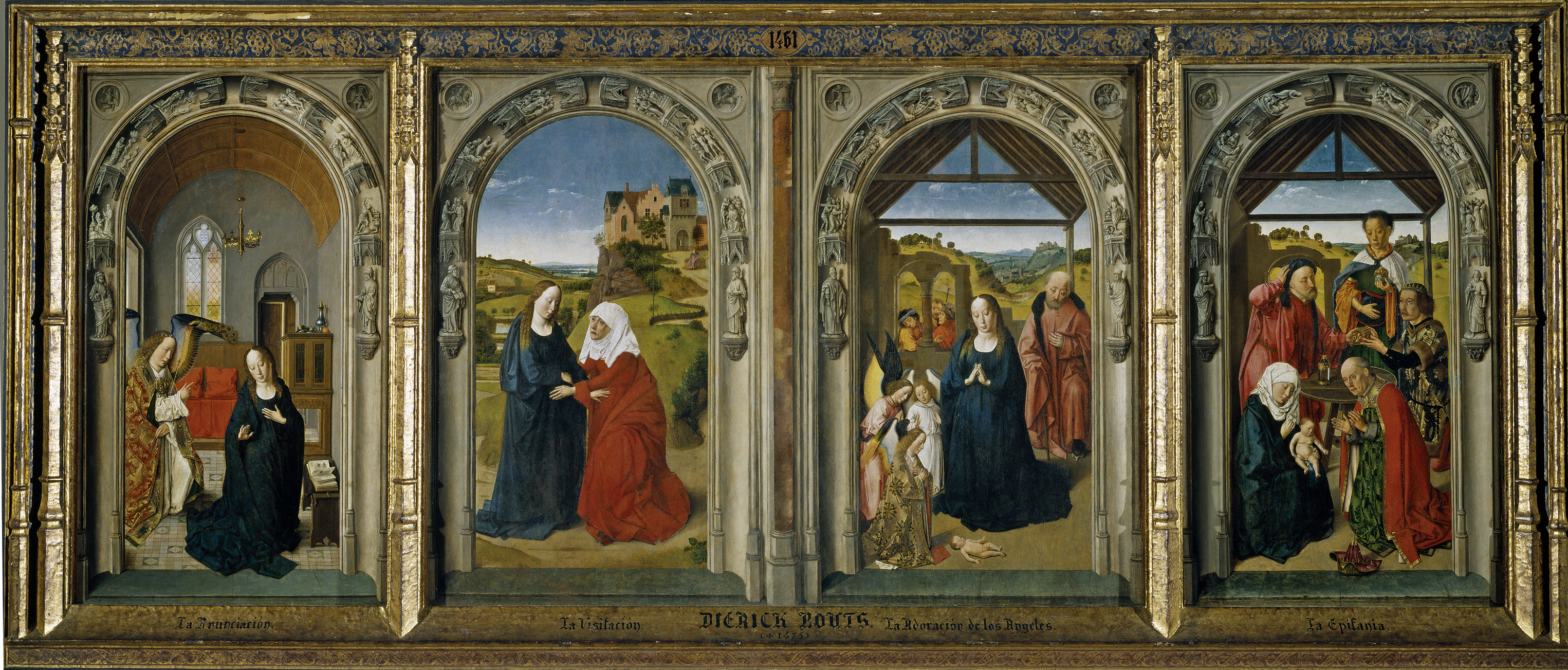
Tríptico de la vida de la Virgen, c. 1465, Dirk Bouts.
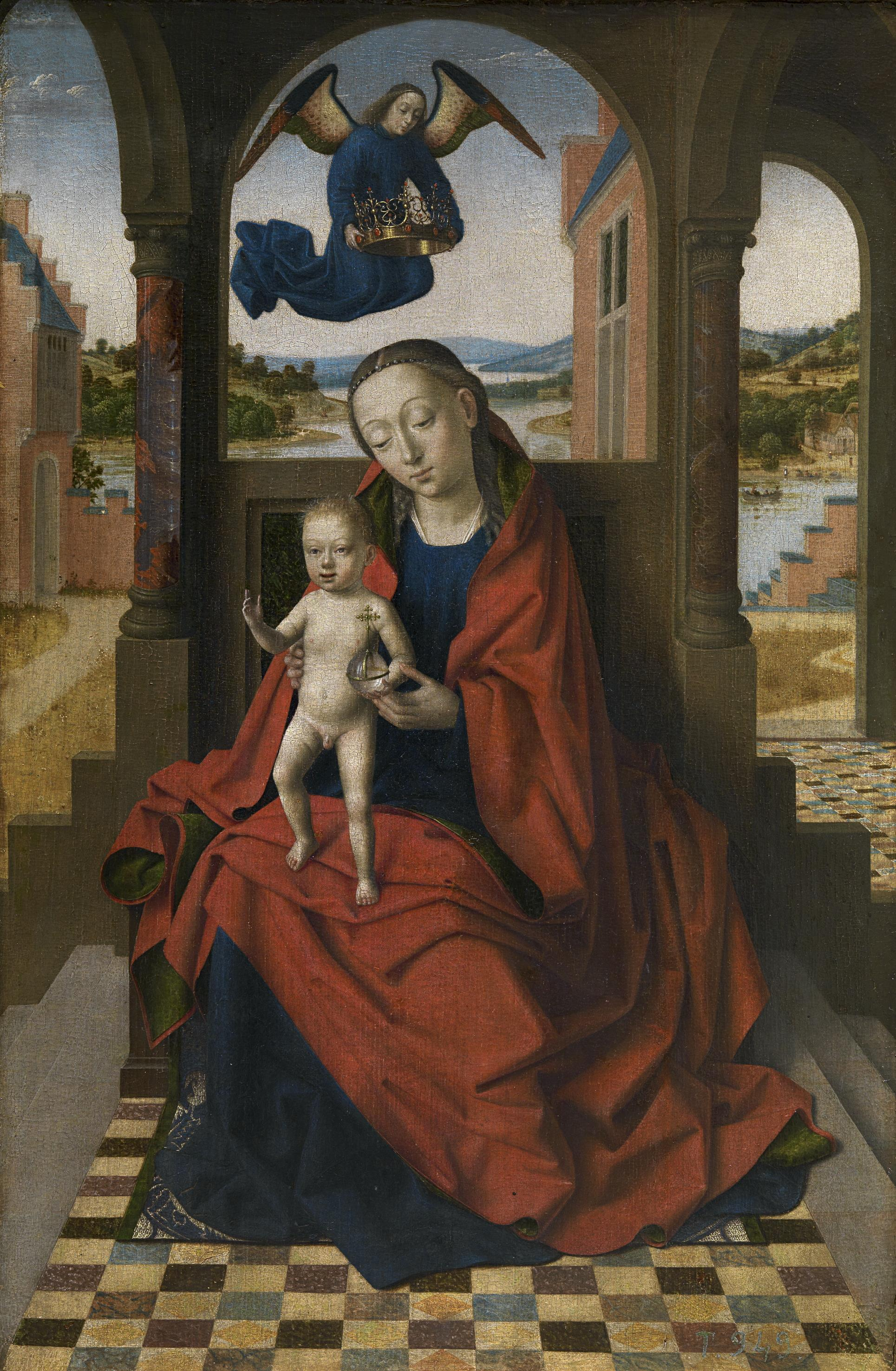
La Virgen y el Niño en un pórtico con un ángel coronándola (Petrus Christus).
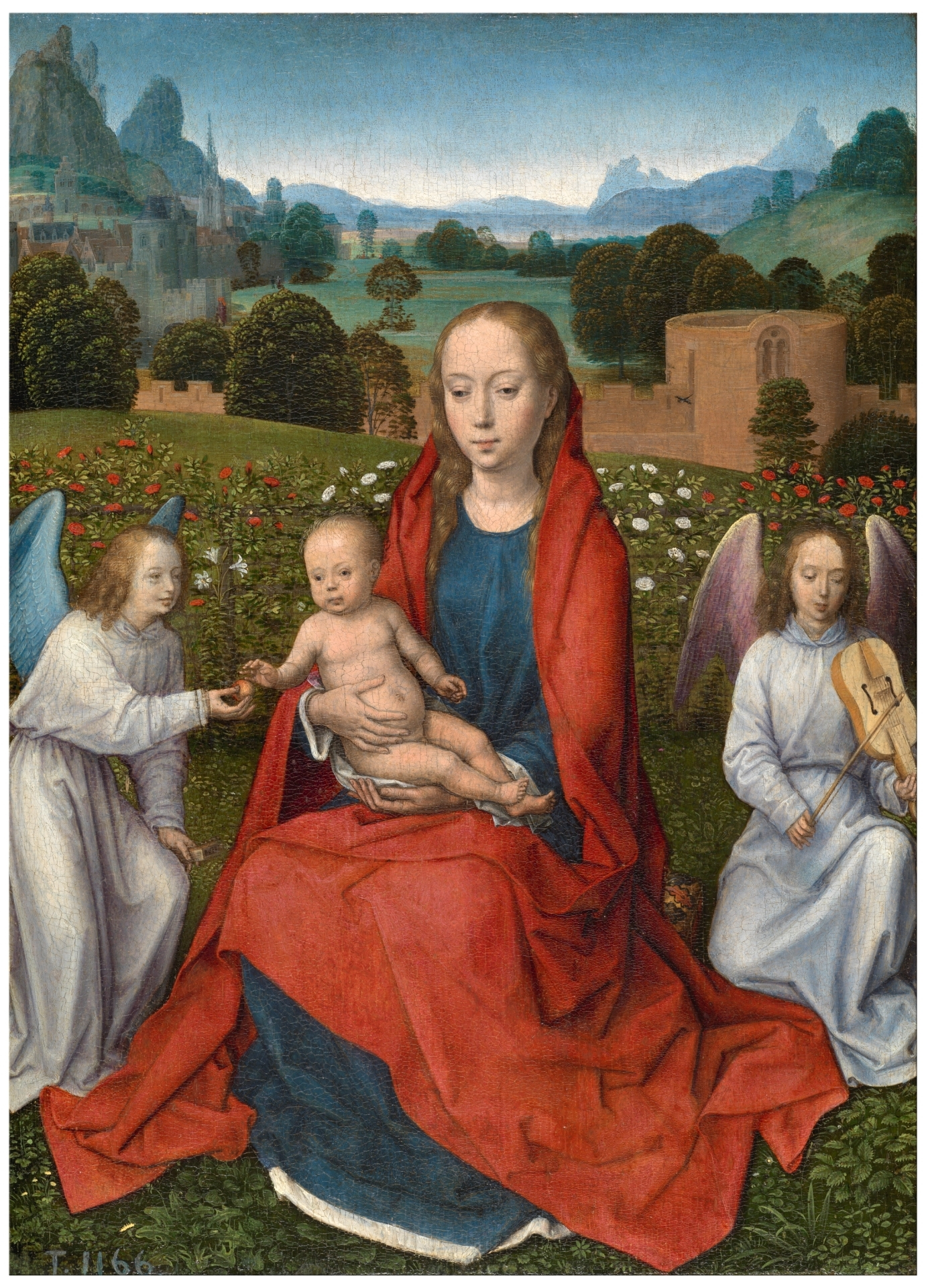
La Virgen y el Niño entre dos ángeles, de Hans Memling (donación de la marquesa viuda de Cabriñana).
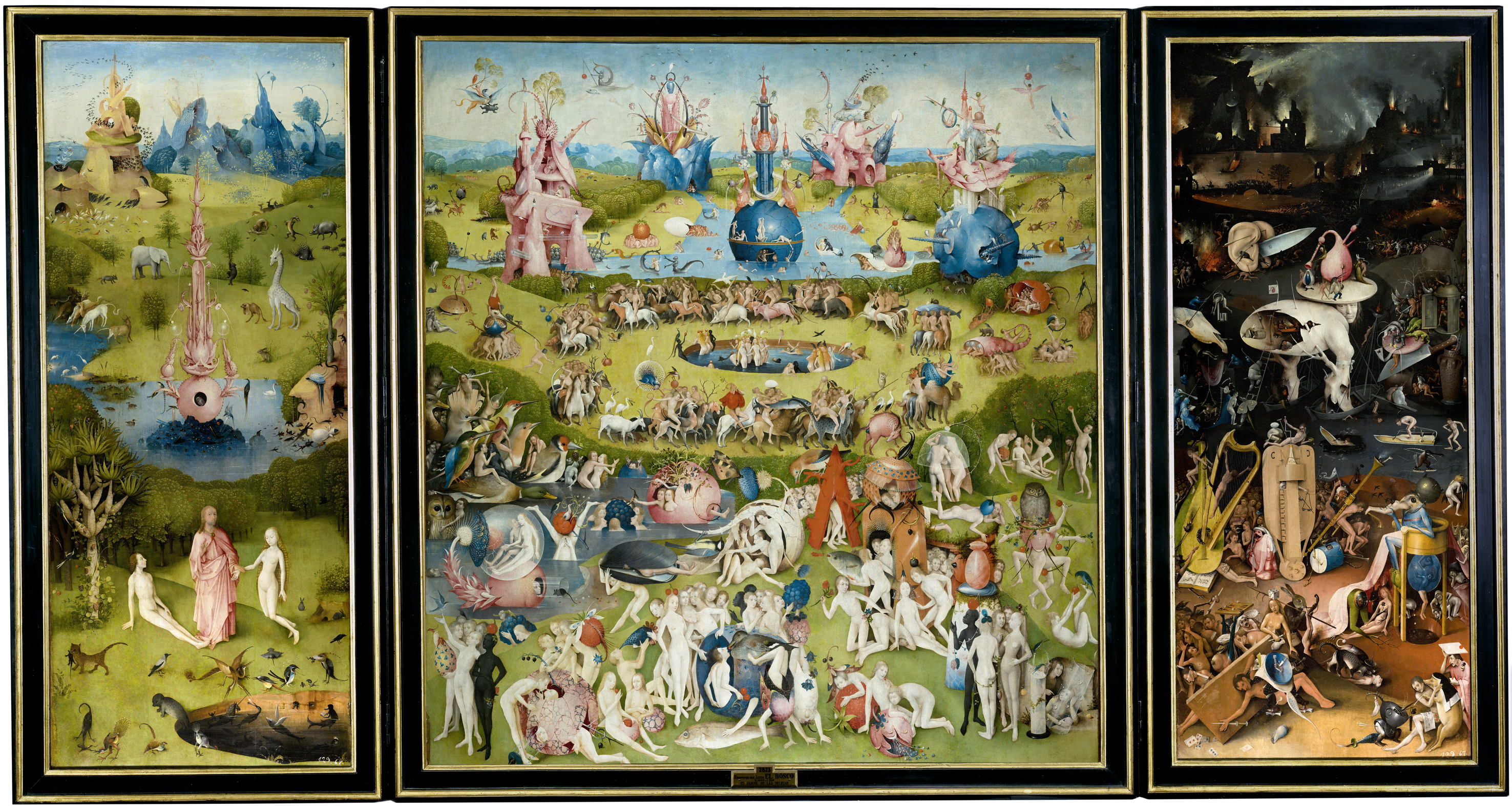
El Jardín de las Delicias, Hieronymus Bosch, El Bosco (depósito de Patrimonio Nacional).
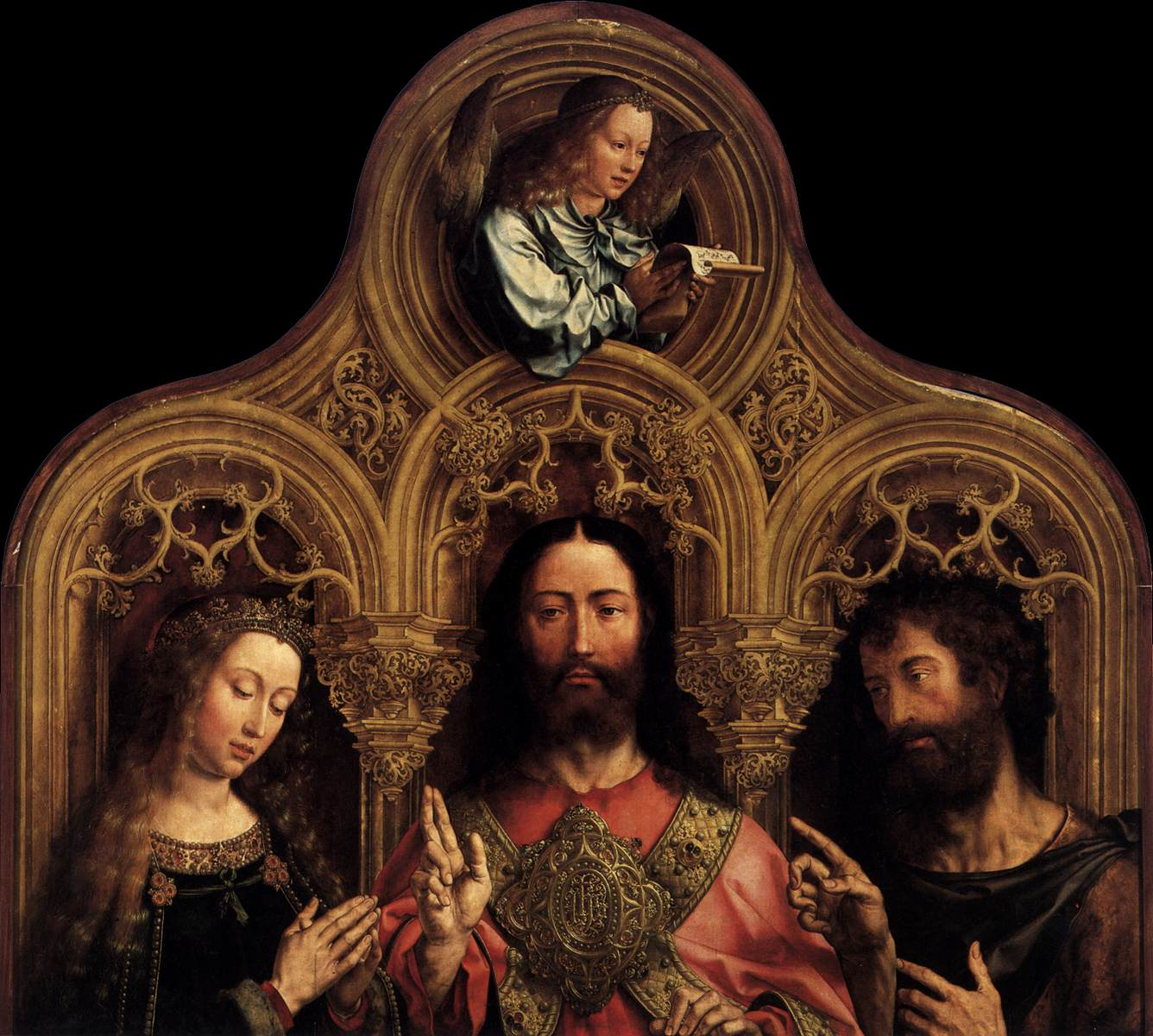
Cristo entre la Virgen María y San Juan Bautista (Jan Gossaert, Mabuse).
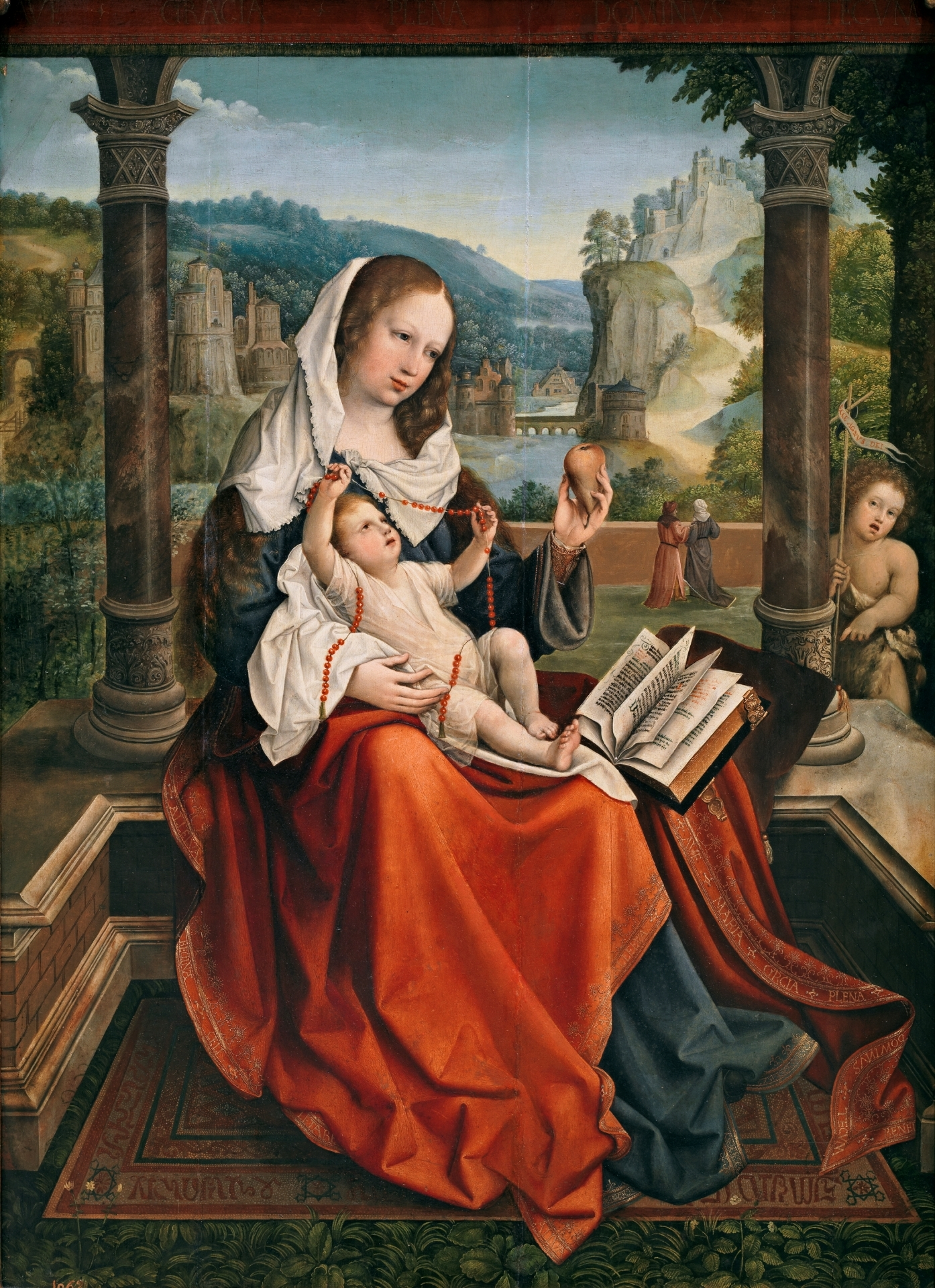
La Virgen con el Niño, c. 1516, Bernard van Orley.
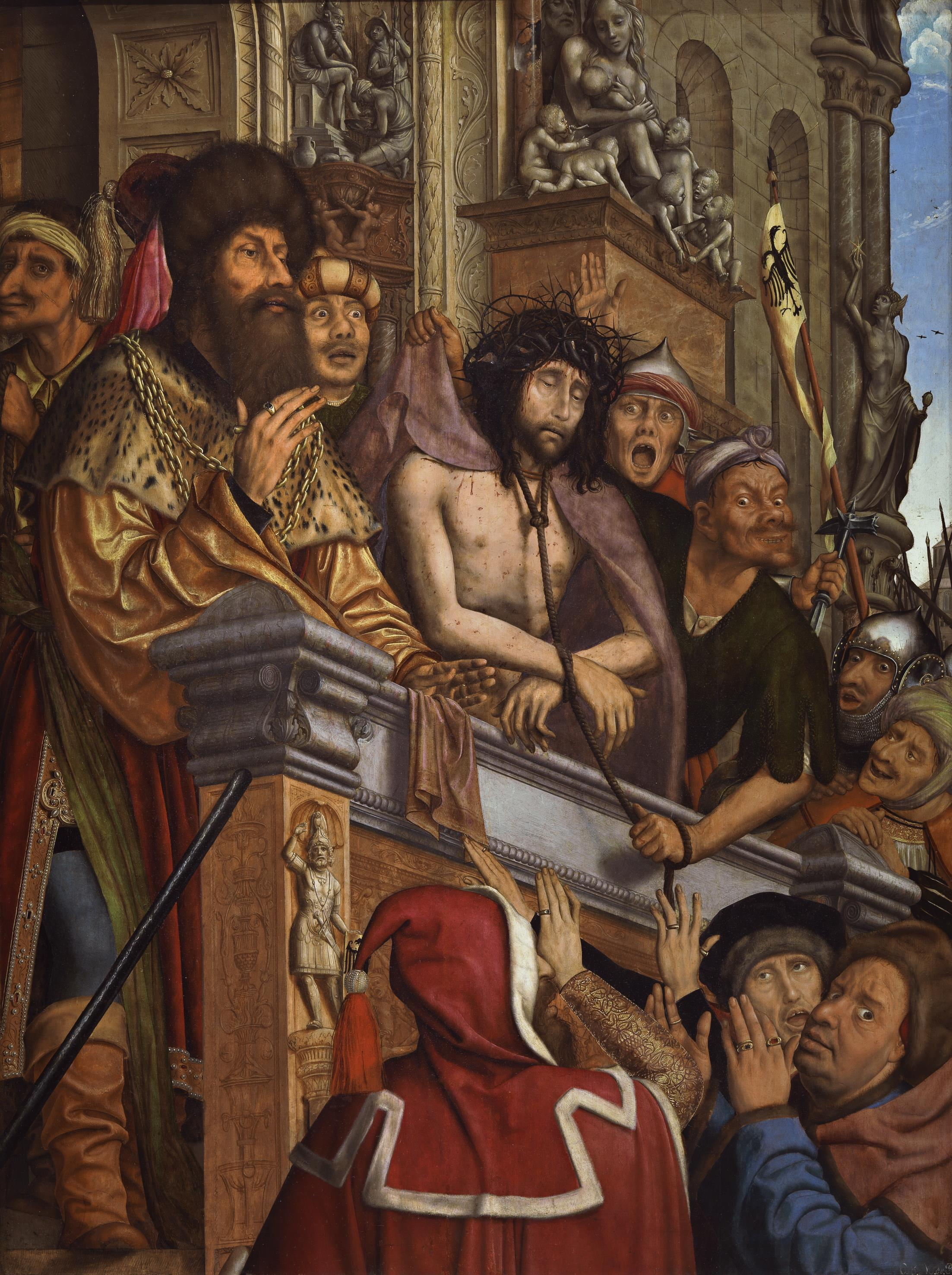
Cristo presentado al pueblo, Quentin Massys, 1518 - 1520 (legado Mariano Lanuza).
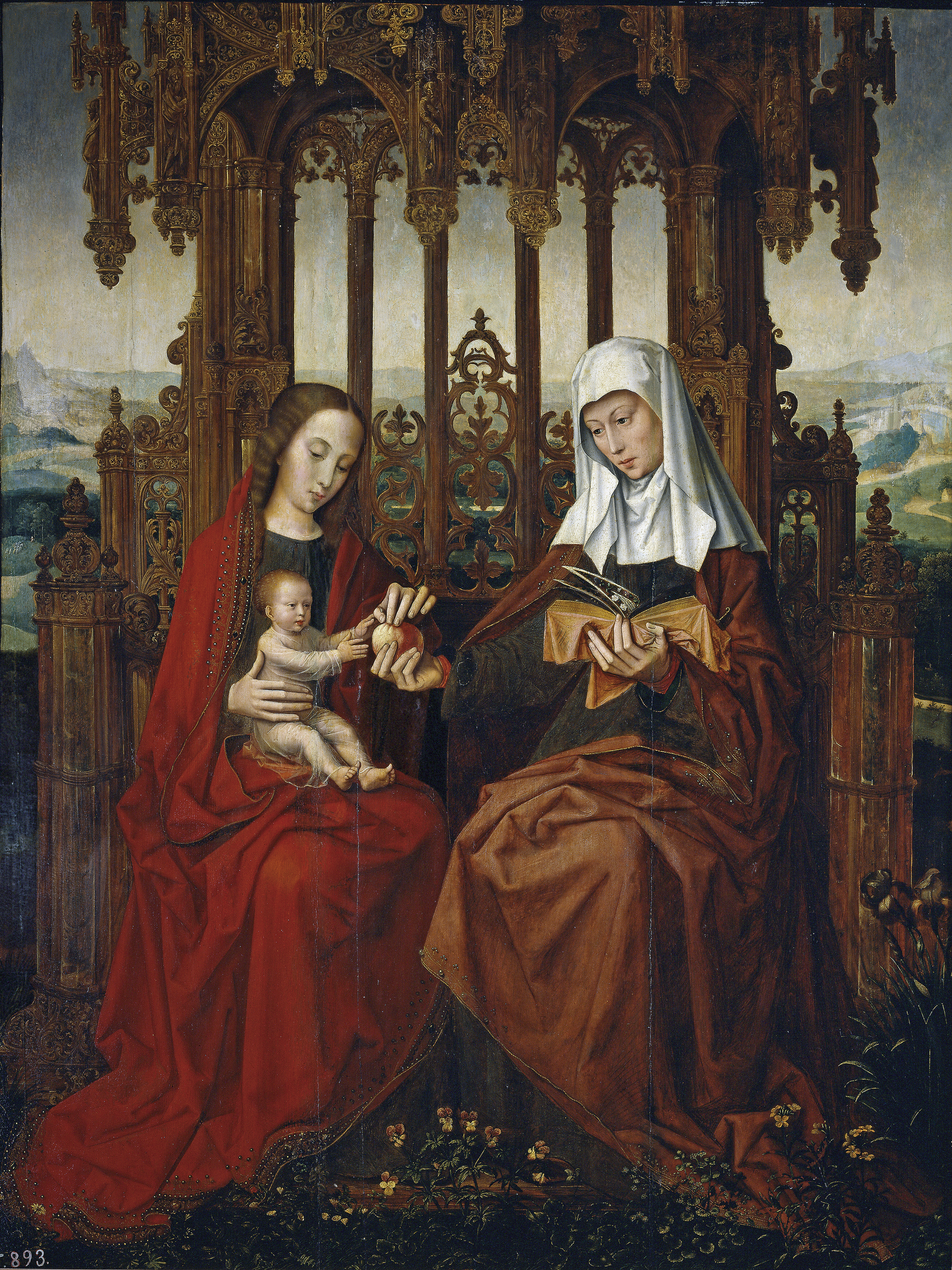
Santa Ana, el Niño Jesús y la Virgen, c. 1528, de Ambrosius Benson.
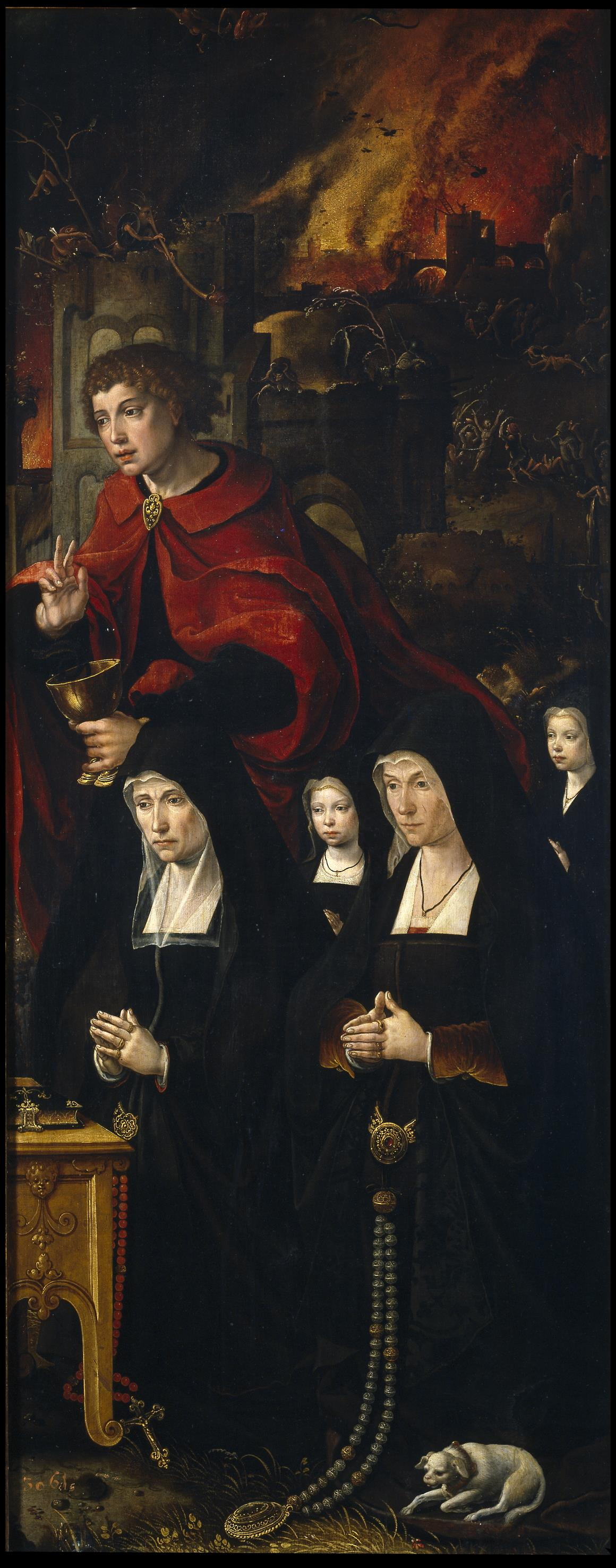
San Juan Evangelista con dos damas y dos niñas orantes (Pieter Coecke van Aelst).
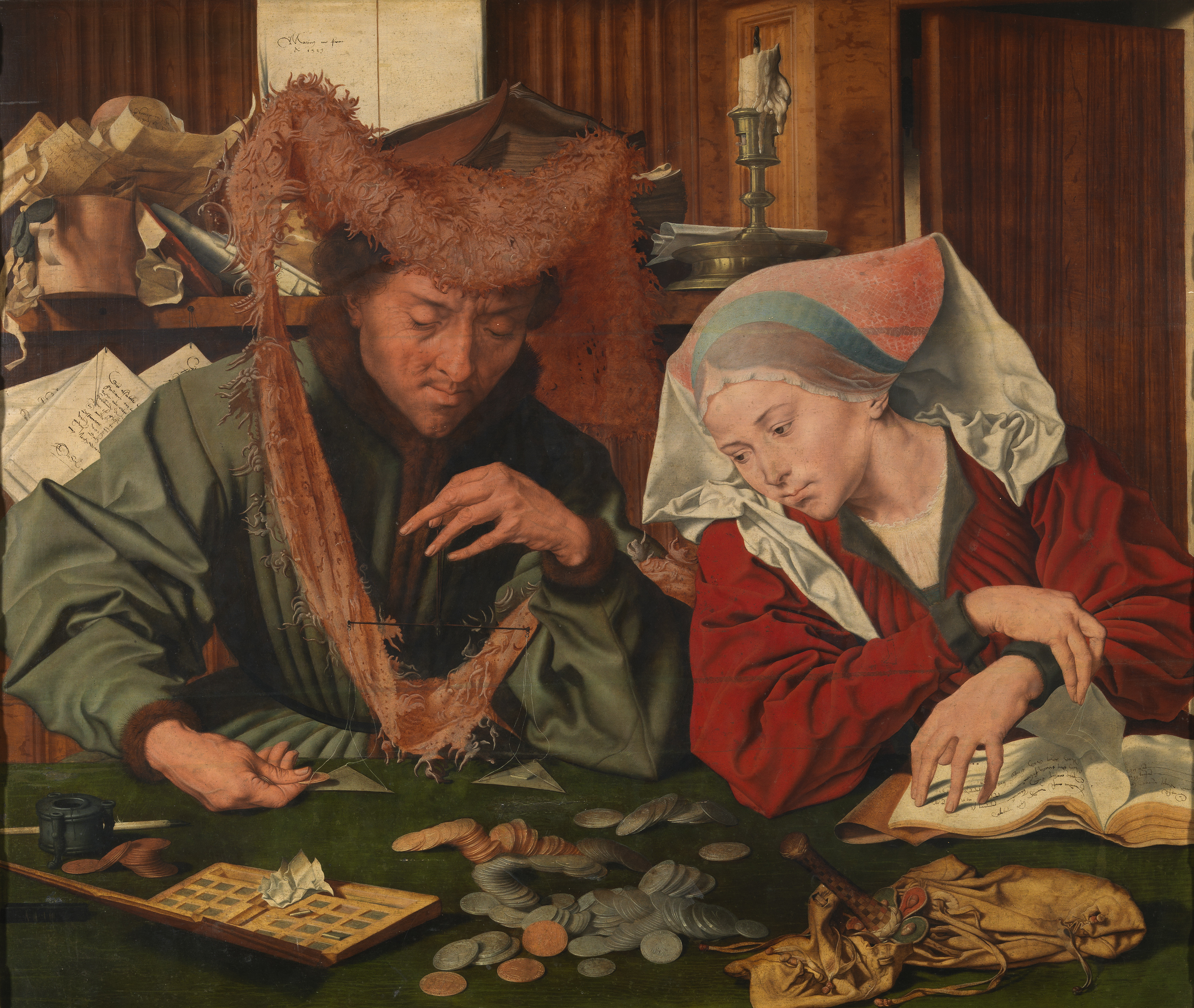
El cambista y su mujer, Marinus van Reymerswaele.
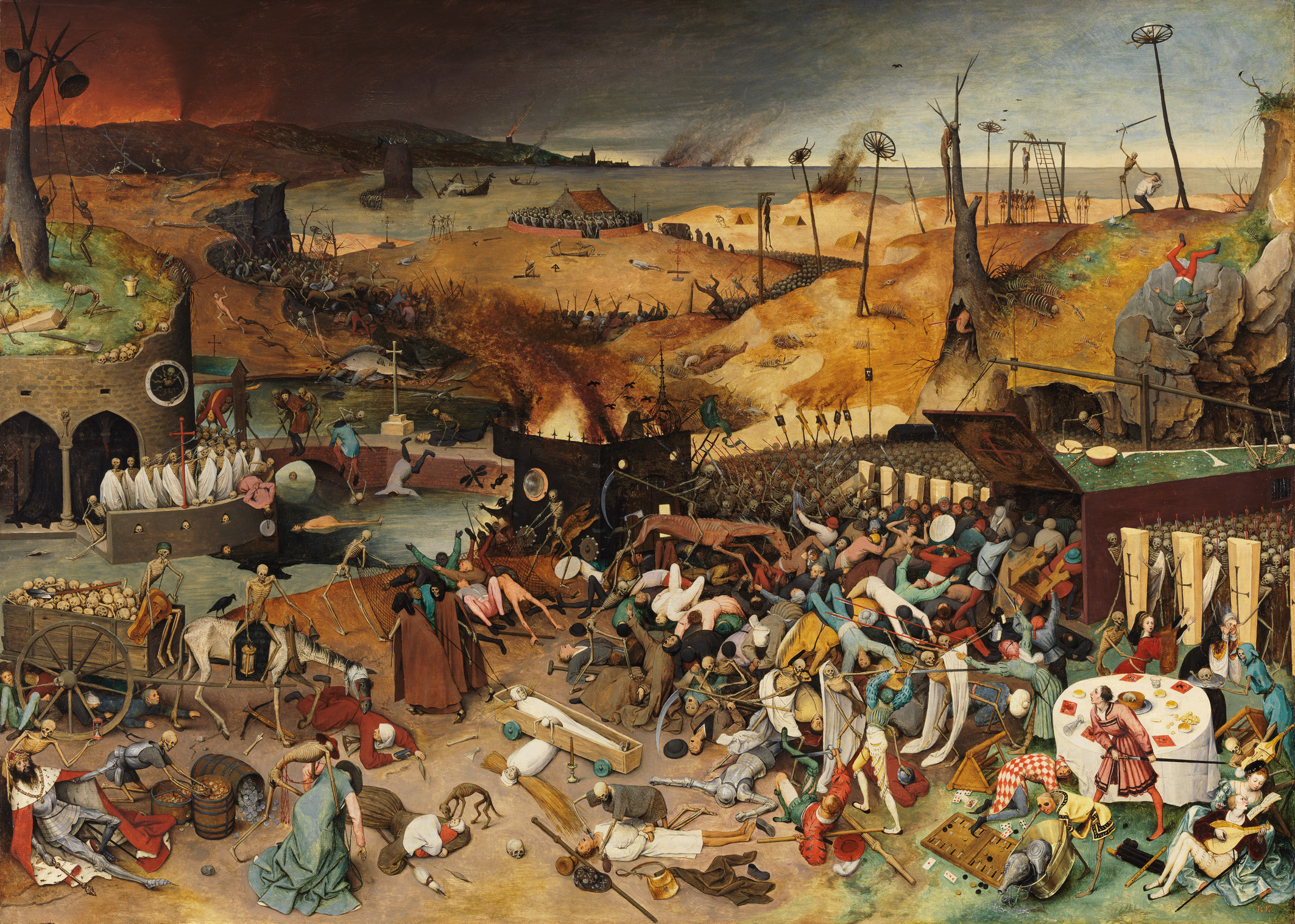
El triunfo de la Muerte, obra de Pieter Brueghel el Viejo.
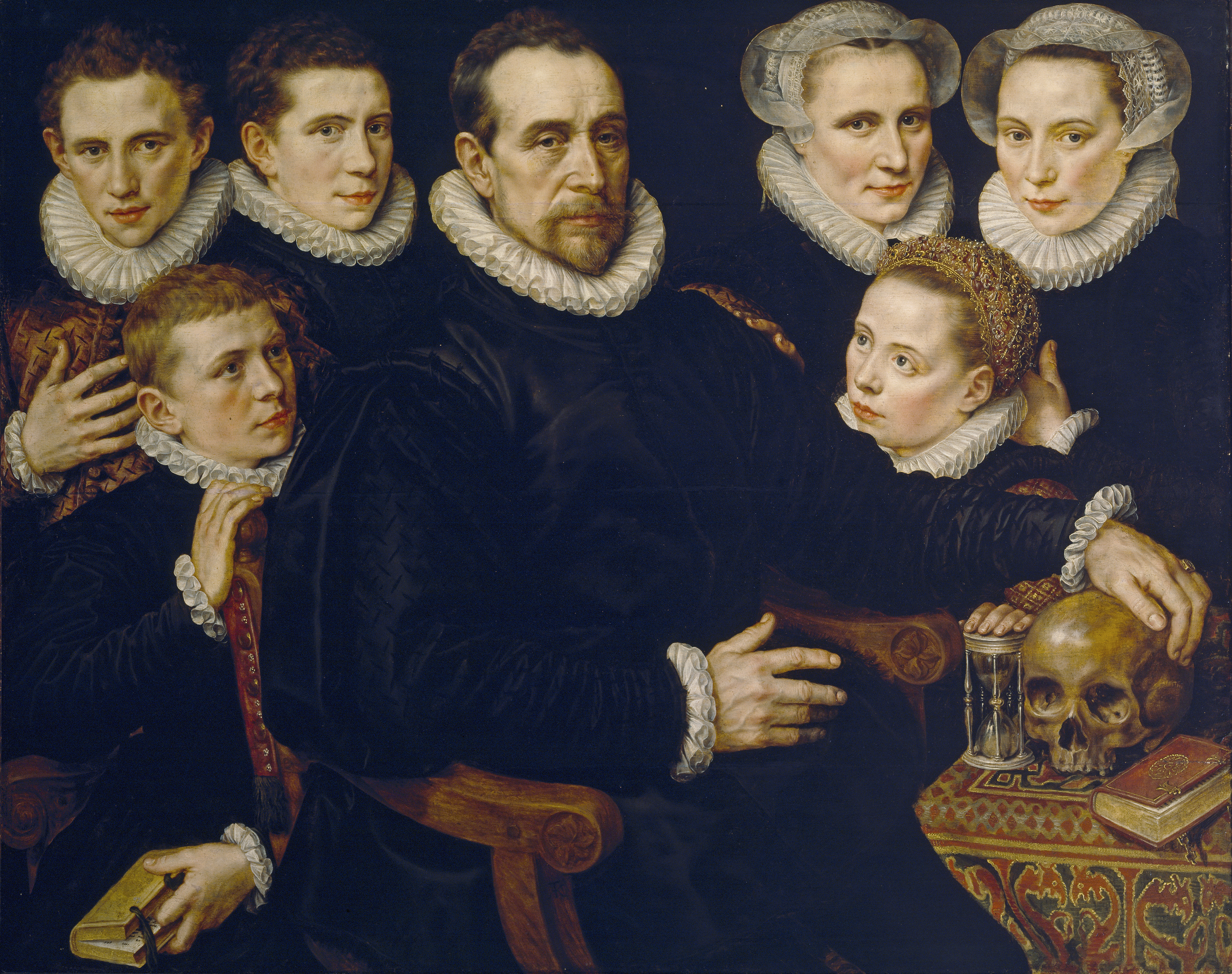
Retrato de familia, por Adriaen Thomasz. Key, 1583 (legado Villaescusa).
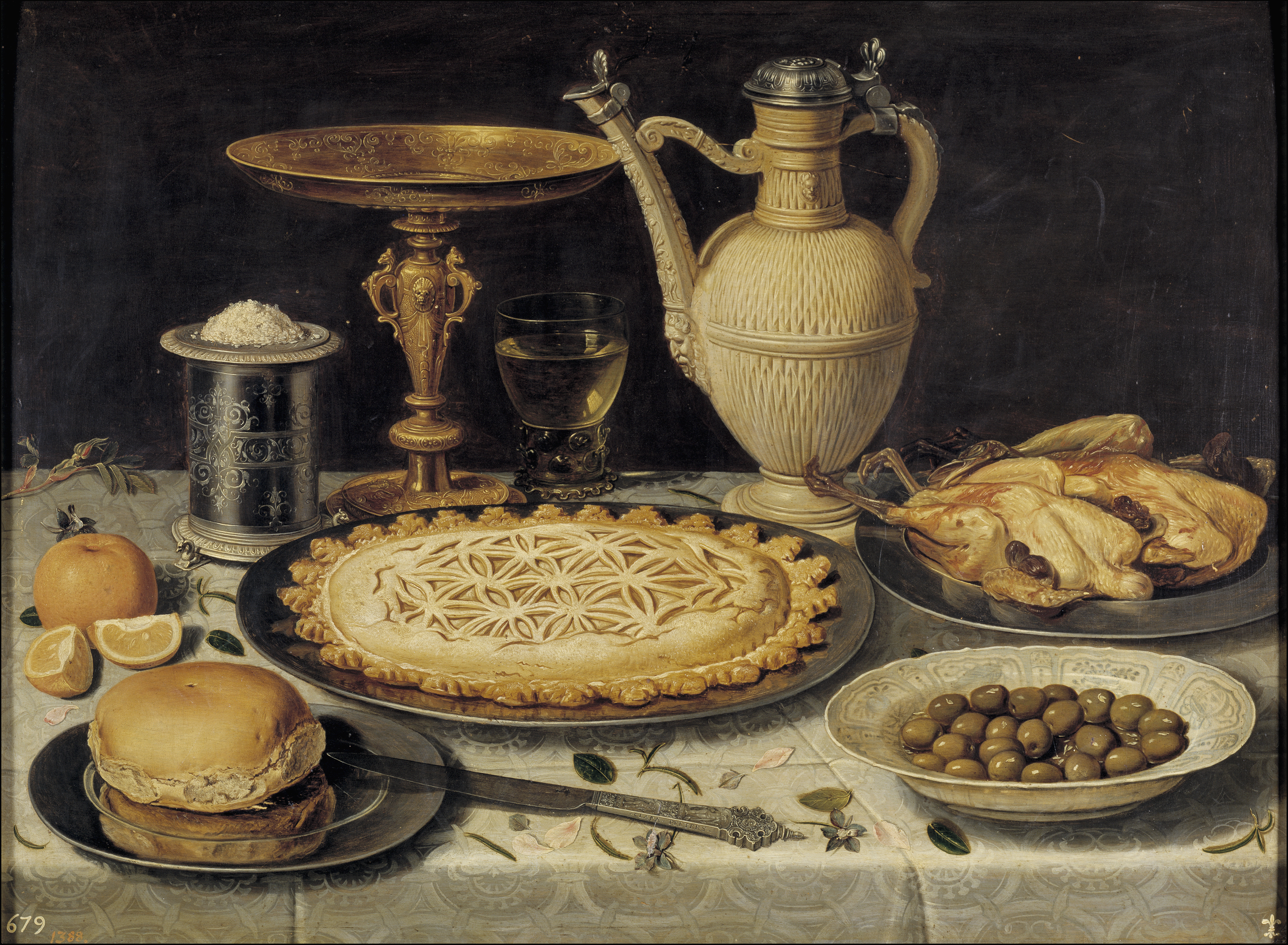
Mesa, 1610 - 1615, Clara Peeters.
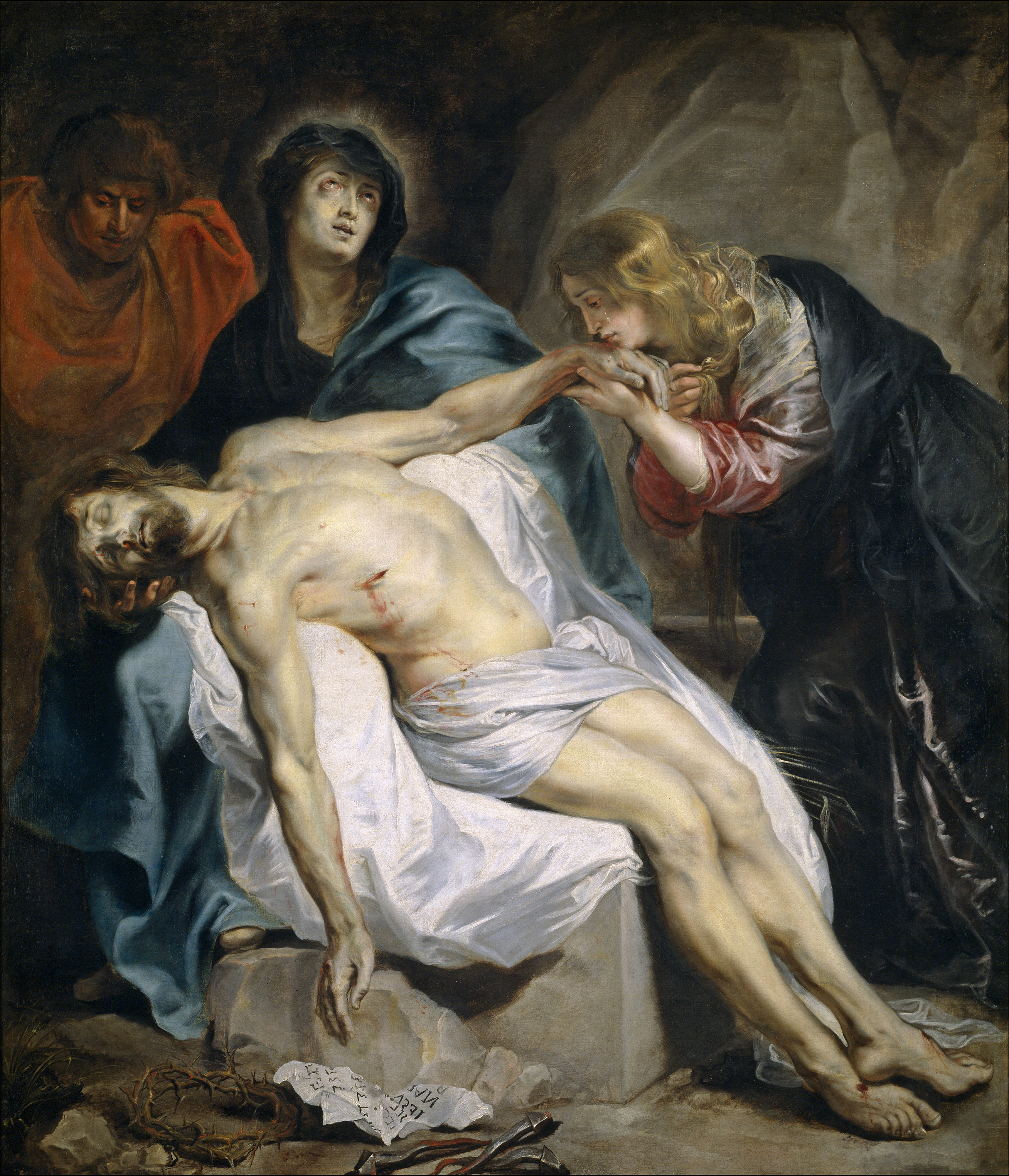
La Lamentación, 1618 - 1620, por Anton van Dyck (antiguamente atribuida a Rubens).
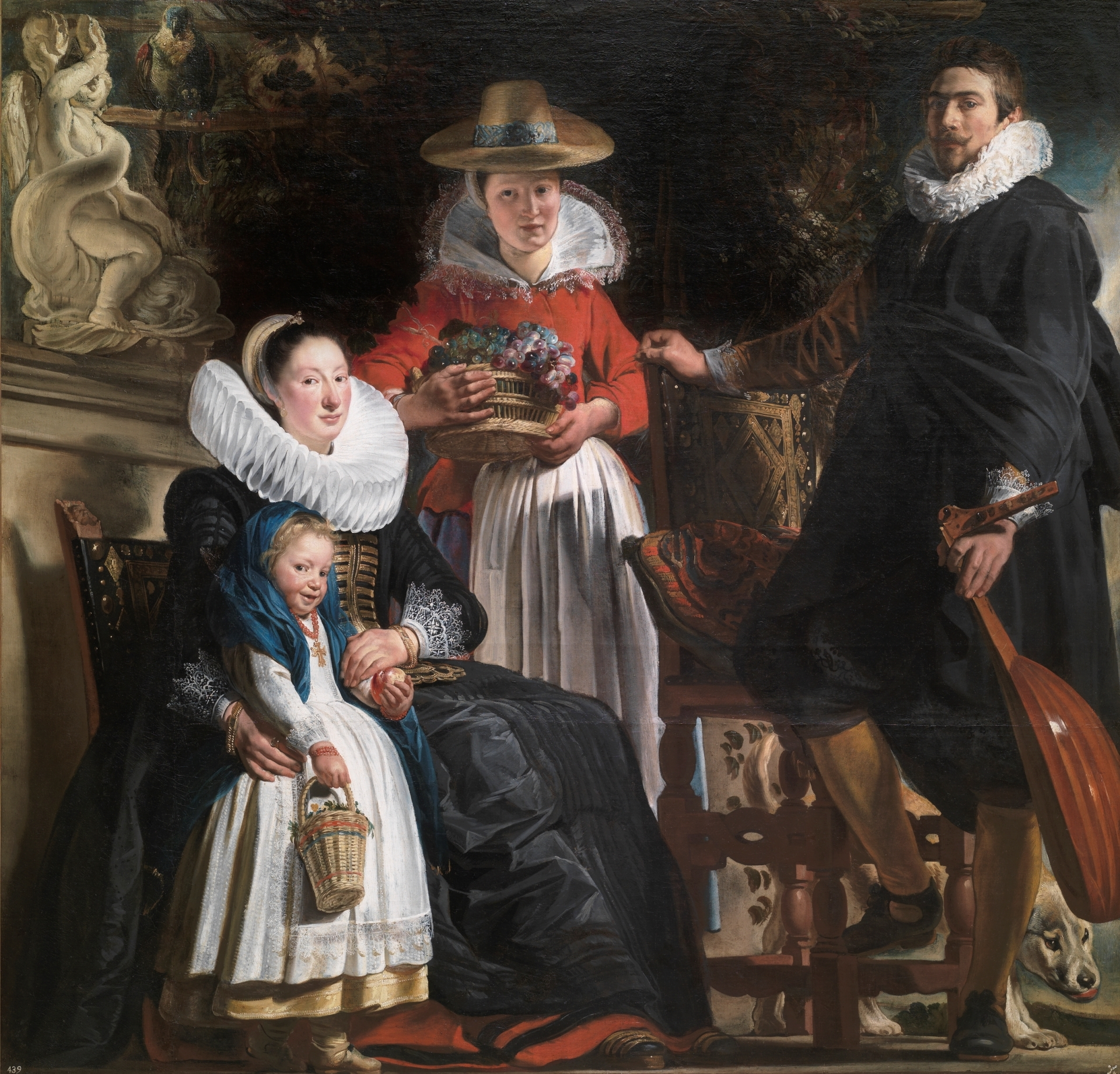
La familia del pintor, Jacob Jordaens.
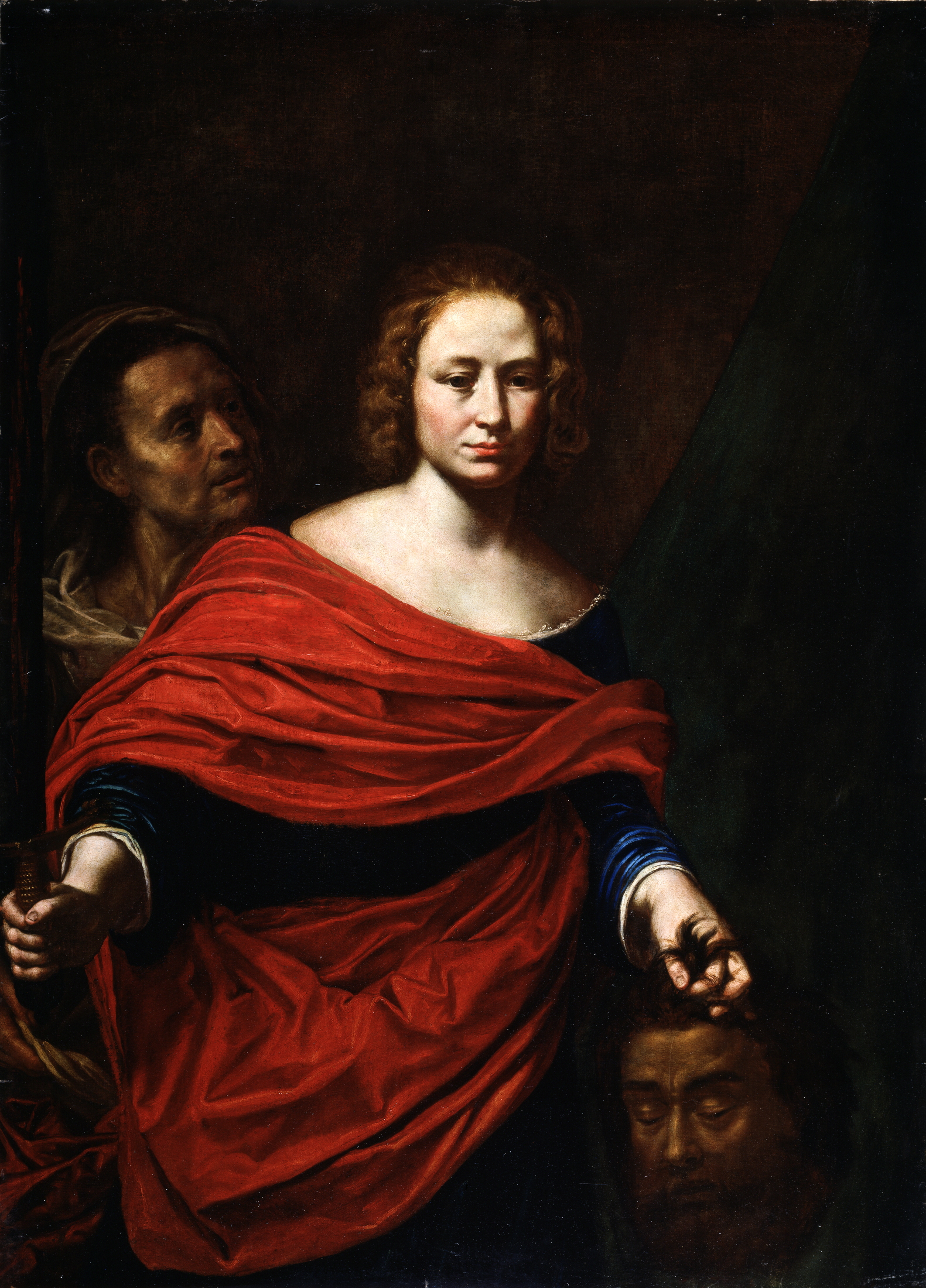
Judit con la cabeza de Holofernes, de Nicolas Régnier.
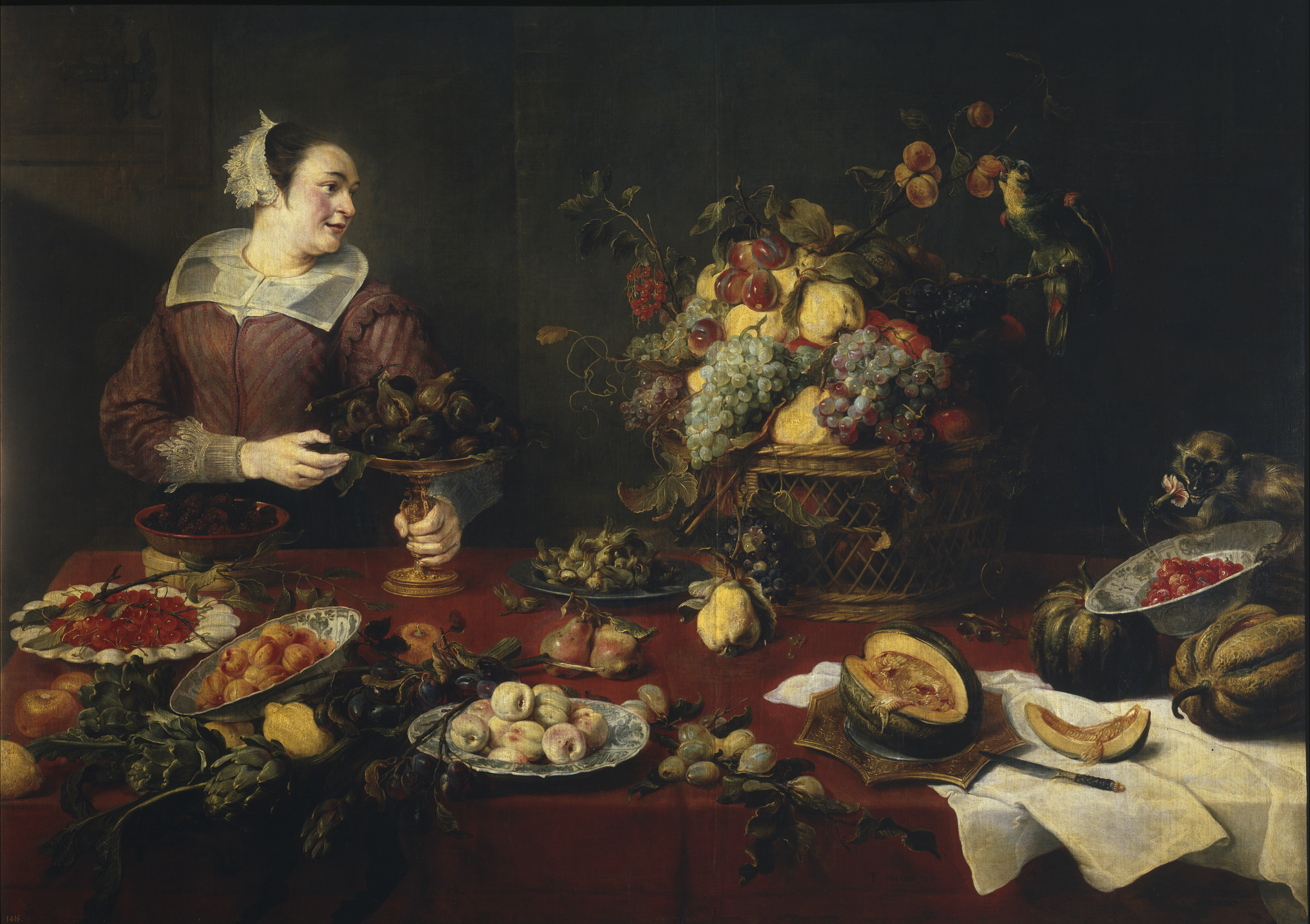
La frutera, c. 1633 (Frans Snyders).
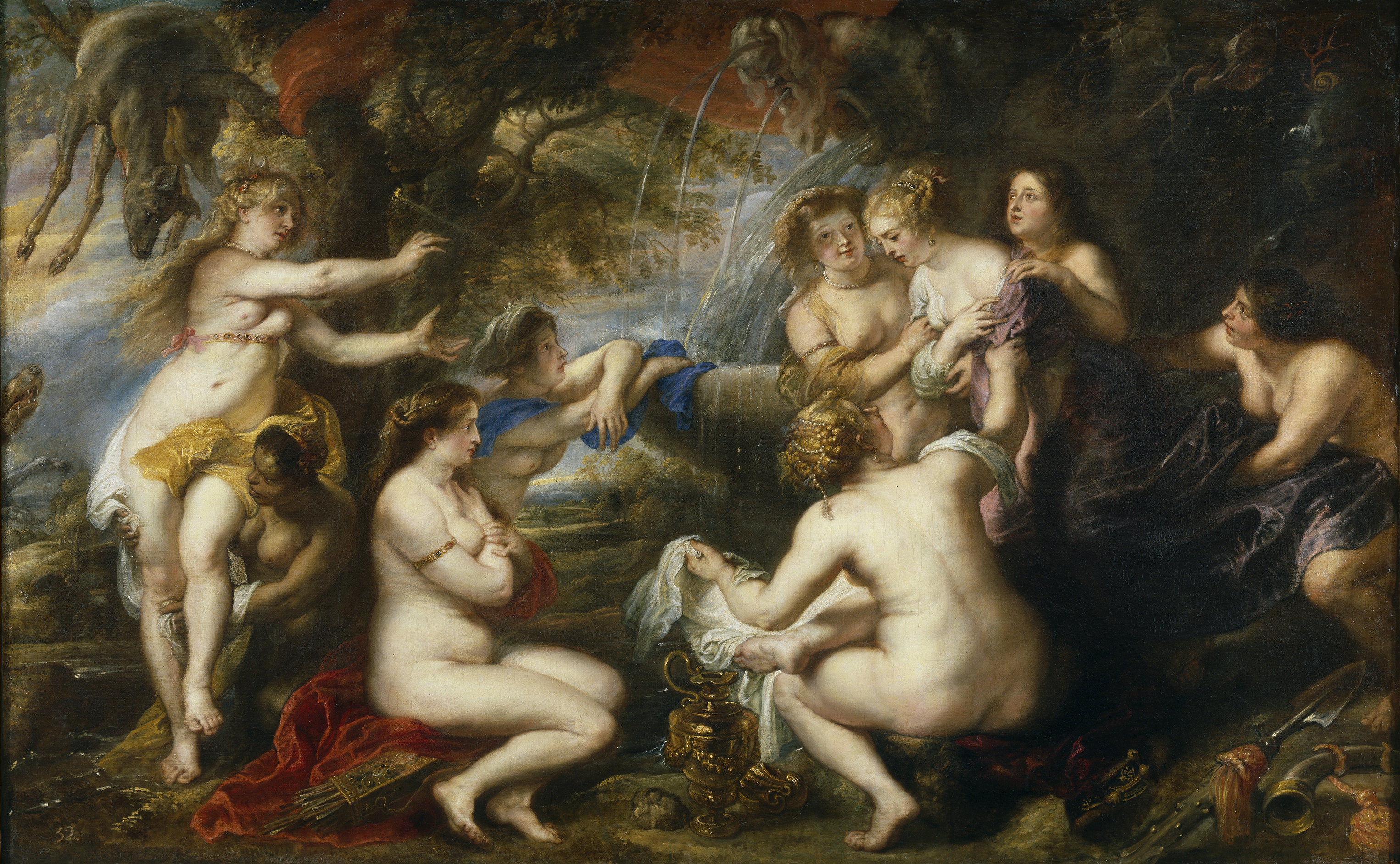
Diana y Calisto, de Rubens, c. 1635.
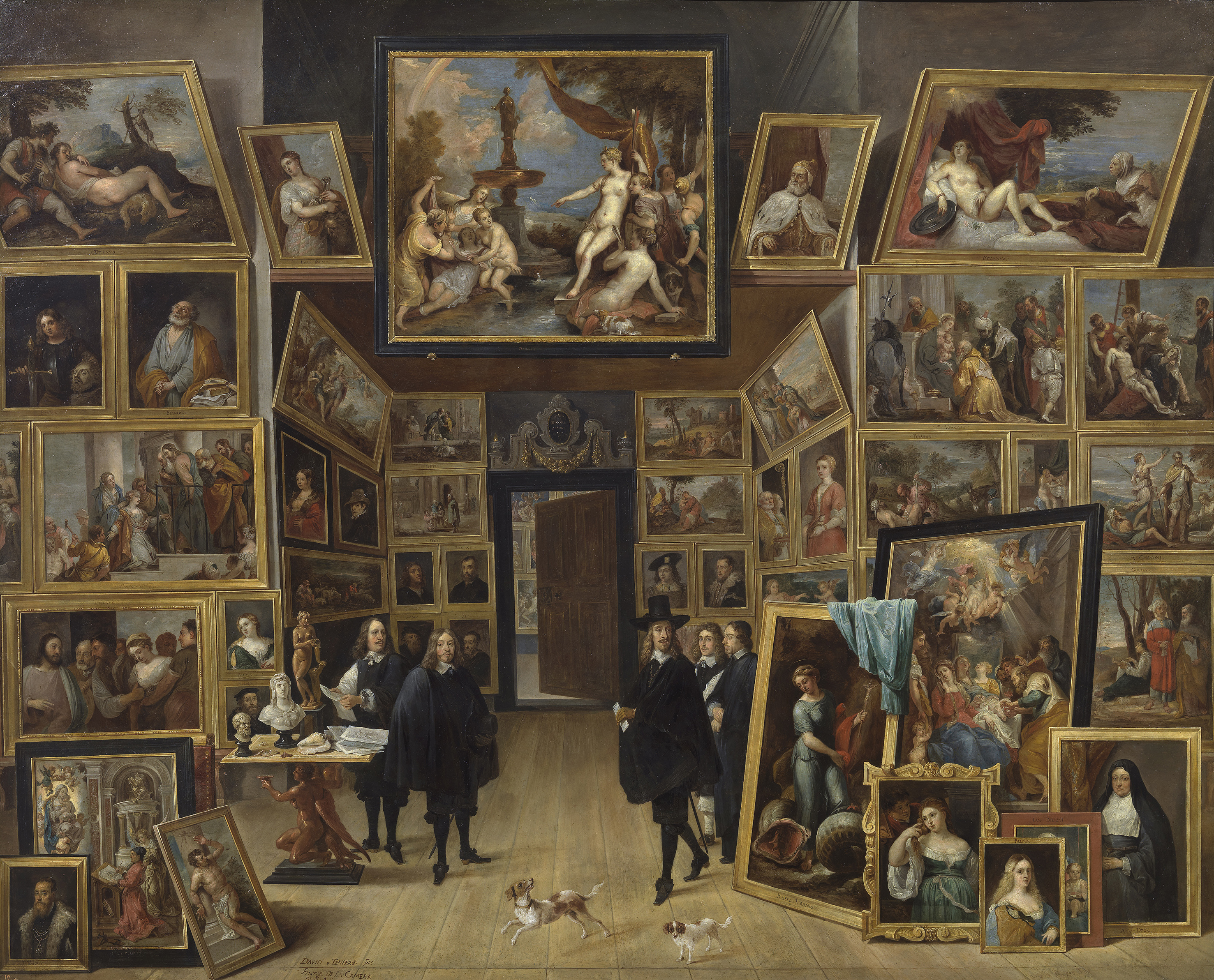
El archiduque Leopoldo Guillermo en su galería de pinturas en Bruselas, óleo sobre cobre de David Teniers el Joven.